# Gulf States Toyota Distributors

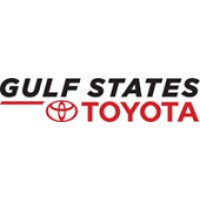
Fondata nel 1969, Gulf States Toyota è uno dei maggiori distributori indipendenti di veicoli e ricambi Toyota al mondo.

Gulf States Toyota Distributors (GST) è un distributore in franchising statunitense di veicoli e componenti Toyota. A partire dal 2012, contava 154 rivenditori nei cinque stati dell'Arkansas, Louisiana, Mississippi, Oklahoma e Texas. Il suo fatturato rappresenta il 13% delle vendite della Toyota negli Stati Uniti.
GST è una consociata interamente controllata della holding, il gruppo Friedkin. GST si è classificato al 41º posto nella lista Forbes 2019 delle più grandi società private americane. La sede centrale dell'azienda si trova nell'area del corridoio di energia di Houston, in Texas.